# Ère Hōki
L'ère Hōki (宝亀) est une des ères du Japon (年号, nengō, lit. « nom de l'année ») après l'ère Jingo-keiun et avant l'ère Ten'ō. Cette ère couvre la période allant du mois d'octobre 770 jusqu'au mois de janvier 781. L'empereur régnant est Kōnin (光仁天皇).

## Changement d'ère
- 770 Hōki gannen (宝亀元年?) : Le nom de la nouvelle ère est créé pour marquer un événement ou une suite d'événements. L'ère précédente se termine quand la nouvelle commence, en Jingo-keiun  4, le 18e jour du 8e mois de 770[3].

## Événements de l'ère Hōki
- 23 octobre 770 (Hōki 1,1re jour du 10e mois) : Le nom de l'ère est changé pour marquer le début du règne de l'empereur Konin[3].
- 778 (Hōki 9) : L'empereur reçoit le Kashima-jinja, un sceau divin pour signer les documents[4].
- 28 août 779 (Hōki 10, 7e mois) : Fujiwara no Momokawa meurt à l'âge de 48 ans[5].
- 781 (Hōki 12, 4e mois) : L'empereur abdique en faveur de son fils, le futur empereur Kammu. Le règne de l'empereur Kōnin a duré onze ans[3].
- 781 (Hōki 12, 12e mois) : Kōnin meurt à l'âge de 73 ans[6].

| Hōki      | 1re | 2e  | 3e  | 4e  | 5e  | 6e  | 7e  | 8e  | 9e  | 10th | 11e | 12e |
| Grégorien | 770 | 771 | 772 | 773 | 774 | 775 | 776 | 777 | 778 | 779  | 780 | 781 |